# Золотий м'яч 1987
«Золотий м'яч 1987»

29 грудня 1987
Найкращий футболіст Європи: 
 Рууд Гулліт
 (вперше)

← 1986 * Золотий м'яч * 1988 →
Золотий м'яч 1987 року — 32-ге щорічне вручення нагороди найкращому футболісту Європи, за підсумками опитування від журналу «Франс Футбол».

## Процедура голосування
Участь у голосуванні за визначення найкращого футболіста в Європі взяли представники 27 футбольних асоціацій УЄФА, зокрема: Австрії, Албанії, Англії, Бельгії, Болгарії, Греції, Данії, Ірландії, Іспанії, Італії, Люксембурга, Нідерландів, НДР, Польщі, Португалії, Румунії, СРСР, Туреччини, Угорщини, Фінляндії, Франції, ФРН, Чехословаччини, Швейцарії, Швеції, Шотландії та Югославії. Вперше в опитуванні взяв участь респондент з Албанії — Безнік Діздарі з газети «Sporti Popullor». Вдесяте поспіль серед респондентів не було представників з Норвегії, які раніше були постійними учасниками опитувань.
Кожен із членів журі обирав п'ятьох футболістів, які, на його думку, є найкращими гравцями Європи. За перше місце нараховували 5 очок, за друге — чотири, за третє — три, за четверте — два, за п'яте — одне очко. Переможець максимально міг отримати 135 очок.
Результати голосування були опубліковані 29 грудня 1987 року в журналі France Football (№ 2177).

## Підсумки голосування
Володарем нагороди став 25-річний нідерландський атакувальний півзахисник клубу «Мілан» Рууд Гулліт.
Рууд Гулліт став другим нідерландським футболістом в історії, після Йогана Кройфа (1971, 1973, 1974), який виграв «Золотий м'яч».
| Місце | Гравець               | Клуб                          | Країна     | Очки | %      | Місця | Місця | Місця | Місця | Місця | К-ть голосів |
| Місце | Гравець               | Клуб                          | Країна     | Очки | %      | 1-ше  | 2-ге  | 3-тє  | 4-те  | 5-те  | К-ть голосів |
| ----- | --------------------- | ----------------------------- | ---------- | ---- | ------ | ----- | ----- | ----- | ----- | ----- | ------------ |
| 1     | Рууд Гулліт           | ПСВ «Мілан»                   | Нідерланди | 106  | 78.5 % | 13    | 6     | 4     | 2     | 1     | 26           |
| 2     | Паулу Футре           | «Порту» «Атлетіко» (Мадрид)   | Португалія | 91   | 67.4 % | 5     | 13    | 4     | 1     |       | 23           |
| 3     | Еміліо Бутрагеньйо    | «Реал»                        | Іспанія    | 61   | 45.2 % | 4     | 3     | 7     | 3     | 2     | 19           |
|       |                       |                               |            |      |        |       |       |       |       |       |              |
| 4     | Мічел                 | «Реал»                        | Іспанія    | 29   | 21.5 % | 4     | 2     |       |       | 1     | 7            |
| 5     | Гарі Лінекер          | «Барселона»                   | Англія     | 13   | 9.6 %  |       | 1     | 1     | 2     | 2     | 6            |
| 6     | Джон Барнс            | «Ліверпуль»                   | Англія     | 10   | 7.4 %  | 1     |       | 1     | 1     |       | 3            |
| 6     | Марко ван Бастен      | «Аякс» «Мілан»                | Нідерланди | 10   | 7.4 %  |       |       | 2     | 1     | 2     | 5            |
| 8     | Джанлука Віаллі       | «Сампдорія»                   | Італія     | 9    | 6.7 %  |       |       | 2     | 1     | 1     | 4            |
| 9     | Браян Робсон          | «Манчестер Юнайтед»           | Англія     | 7    | 5.2 %  |       | 1     |       |       | 3     | 4            |
| 10    | Клаус Аллофс          | «Кельн» «Олімпік» (Марсель)   | ФРН        | 6    | 4.4 %  |       |       | 1     | 1     | 1     | 3            |
| 10    | Гленн Гисен           | «Гетеборг» «Фіорентіна»       | Швеція     | 6    | 4.4 %  |       |       |       | 3     |       | 3            |
|       |                       |                               |            |      |        |       |       |       |       |       |              |
| 12    | Мануель Аморос        | «Монако»                      | Франція    | 5    | 3.7 %  |       |       | 1     | 1     |       | 2            |
| 12    | Лотар Маттеус         | «Баварія»                     | ФРН        | 5    | 3.7 %  |       |       | 1     |       | 2     | 3            |
| 14    | Тоні Польстер         | «Аустрія» «Торіно»            | Австрія    | 4    | 3 %    |       | 1     |       |       |       | 1            |
| 14    | Марк Гейтлі           | «Мілан» «Монако»              | Англія     | 4    | 3 %    |       |       | 1     |       | 1     | 2            |
| 14    | Іан Раш               | «Ліверпуль» «Ювентус»         | Уельс      | 4    | 3 %    |       |       |       | 2     |       | 2            |
| 17    | Пол Макграт           | "«Манчестер Юнайтед»          | Ірландія   | 3    | 2.2 %  |       |       | 1     |       |       | 1            |
| 17    | Жан-Марі Пфафф        | «Баварія»                     | Бельгія    | 3    | 2.2 %  |       |       | 1     |       |       | 1            |
| 17    | Олександр Заваров     | «Динамо» (Київ)               | СРСР       | 3    | 2.2 %  |       |       |       | 1     | 1     | 2            |
| 17    | П'єр Літтбарскі       | «Расінг» (Париж) «Кельн»      | ФРН        | 3    | 2.2 %  |       |       |       | 1     | 1     | 2            |
| 21    | Гайнц Германн         | «Ксамакс»                     | Швейцарія  | 2    | 1.5 %  |       |       |       | 1     |       | 1            |
| 21    | Пребен Елк'яер        | «Верона»                      | Данія      | 2    | 1.5 %  |       |       |       | 1     |       | 1            |
| 21    | Родіон Кеметару       | «Динамо» (Бухарест)           | Румунія    | 2    | 1.5 %  |       |       |       | 1     |       | 1            |
| 21    | Аллі Маккойст         | «Рейнджерс»                   | Шотландія  | 2    | 1.5 %  |       |       |       | 1     |       | 1            |
| 21    | Юзеф Млинарчик        | «Порту»                       | Польща     | 2    | 1.5 %  |       |       |       | 1     |       | 1            |
| 21    | Георге Хаджі          | «Спортул» «Стяуа»             | Румунія    | 2    | 1.5 %  |       |       |       | 1     |       | 1            |
| 21    | Пітер Шилтон          | «Саутгемптон» «Дербі Каунті»  | Англія     | 2    | 1.5 %  |       |       |       | 1     |       | 1            |
| 21    | Пітер Бердслі         | «Ньюкасл Юнайтед» «Ліверпуль» | Англія     | 2    | 1.5 %  |       |       |       |       | 2     | 2            |
| 21    | Рінат Дасаєв          | «Спартак» (Москва)            | СРСР       | 2    | 1.5 %  |       |       |       |       | 2     | 2            |
| 30    | Алессандро Альтобеллі | «Інтер»                       | Італія     | 1    | 0.7 %  |       |       |       |       | 1     | 1            |
| 30    | Гленн Годдл           | «Тоттенгем Готспур» «Монако»  | Англія     | 1    | 0.7 %  |       |       |       |       | 1     | 1            |
| 30    | Сокол Кушта           | «Партизані» «Фламуртарі»      | Албанія    | 1    | 0.7 %  |       |       |       |       | 1     | 1            |
| 30    | Дімітріс Саравакос    | «Панатінаїкос»                | Греція     | 1    | 0.7 %  |       |       |       |       | 1     | 1            |
| 30    | Руді Феллер           | «Вердер» Рома                 | ФРН        | 1    | 0.7 %  |       |       |       |       | 1     | 1            |

## Цікаві факти
- Розподіл за амплуа серед 34 футболістів згаданих в анкетах наступний: 4 воротарі, 3 захисники, 9 півзахисників та 18 нападників.[1]
- Рууд Гулліт втретє потрапив у підсумковий залік опитування. У 1983 році нідерландець набравши 2 очки посів 30 місце, а у 1986 — 17 місце (4 очки).
- Представник Нідерландів вчетверте виграв трофей «Золотий м'яч». Лідером за цим показником залишалися німці — 5 нагород, у Англії та Франції було теж по 4, в Іспанії, Італії та СРСР — по 3 нагороди.
- Вдруге лауреатом опитування став футболіст «Мілана» — до Рууда Гулліта це вдавалося Джанні Рівері (1969).
- «Мілан» став 8-м клубом представник якого виграв трофей «Золотий м'яч» більше одного разу. Найбільше таких нагород було у «Ювентуса» та «Баварії» — по 5, у «Манчестер Юнайтед», «Реала» (Мадрид) та «Барселони» — по 3 нагороди.
- 34 згадані в анкетах гравці представляли 20 країн (повторення рекорду 1983 року), з них найбільше було від Англії — 7, ФРН — 4, від СРСР, Нідерландів, Іспанії, Італії та Румунії — по 2 гравці.
- Англійці повторили рекорд року для однієї країни — 7 футболістів. Раніше таку ж кількість гравців серед номінантів мала Німеччина, причому двічі у 1974 та 1975 роках, а також Нідерланди у 1978 році.
- Представники ФРН 31 рік поспіль були серед номінантів на нагороду. Усього за 32 роки вручення нагороди футболісти ФРН згадувалися в анкетах хоча б одного разу у 31-му опитуванні, італійські гравці згадувалися в анкетах у 30-ти опитуваннях, футболісти Англії — у 29-ти, Франції — у 28-ми, Іспанії — у 27-ми, СРСР — у 26-ти, Шотландії — у 23-х, Швеції — у 22-х, Португалії — у 21-му, Угорщини, Нідерландів та Югославії — у 20-ти опитуваннях.
- Німецькі футболісти найчастіше попадали в загальний залік опитувань — 120 разів, італійські та англійські — по 90, французькі — 58, радянські — 57, іспанські — 51, угорські — 50, нідерландські — 48 разів.
- Усьоме лауреатом трофею став представник італійської першості. Лідером за цим показником залишався німецький чемпіонат — 8 трофеїв, у іспанської першості — було 6, англійської — 4 трофеї.
- Всього в анкетах були згадані гравці із 20 клубів, серед них найбільше було представників «Монако» — 3, від «Баварії», «Ліверпуля», мадридського «Реала», «Мілана» та «Манчестер Юнайтед» — по 2 гравці.
- Всього за 32 роки проведення опитувань в анкетах були згадані 406 футболістів із 165 клубів. Футболісти мадридського «Реала» та «Ювентуса» були згадані в опитуваннях хоча б одного разу у 23-х випадках, «Баварії» — у 21-му, «Манчестер Юнайтед», «Інтернаціонале» та «Барселони» — у 20-ти, «Мілана» — у 18-ти, «Бенфіки», «Кельна», «Аякса» та празької «Дукли» — у 14-ти, «Гамбурга» та «Тоттенгем Готспур» — у 13-ти. Серед радянських клубів найчастіше згадувалися гравці київського «Динамо» — 12 разів.
- Вперше в опитуваннях були згадані гравці 3 клубів, зокрема: «Атлетіко» (Мадрид), «Ксамакса» та «Фламуртарі».
- Вперше в опитуваннях був згаданий представник Албанії — форвард клубу «Фламуртарі» Сокол Кушта. Албанія стала 28-ю країною, чий гравець потрапив до списків «Франс Футбол». Цікаво, що передостанньою країною чий гравець потрапив до списків «Франс Футбол» була Греція у 1969 році.
- Вперше в опитуваннях були згадані 13 футболістів, серед яких слід відмітити — Мічела, Джона Барнса, Джанлуку Віаллі та Тоні Польстера.
- Вперше з 1965 року в анкети респондентів потрапив представник Швейцарії.
- Загалом 406 згаданих в анкетах футболістів за історію проведення опитування представляли 28 країн. Лідерами за кількістю таких футболістів були Англія — 38 гравців, ФРН — 37 та Італія — 32 гравець. До десятки найкращих входили також Франція та СРСР — по 27, Іспанія — 23, Нідерланди — 21, Югославія — 19, Угорщина — 18, а також Чехословаччина та Швеція — в обох по 17 гравців.
- Рекордсменами за кількістю попадань у заліки опитувань залишалися Франц Бекенбауер та Йоган Кройф — в обох по 12 номінацій, у Еусебіу та Мішеля Платіні було 11 номінацій, у Льва Яшина, Джанні Рівери, Герда Мюллера — по 10, у Боббі Чарлтона та Сандро Маццоли — було по 9 номінацій.
- Лідером за кількістю потраплянь у чільну п'ятірку залишався Франц Бекенбауер — 10 разів, далі розташовувалися Мішель Платіні — 8, Йоган Кройф — 7, Еусебіу — 6, а також Карл-Гайнц Румменігге та Луїс Суарес — по 5 разів.
- Франц Бекенбауер також залишався лідером за кількістю потраплянь у 10-ку найкращих — 11 разів, за ним йшли Мішель Платіні та Йоган Кройф — по 9, Еусебіу, Джанні Рівера та Герд Мюллер — по 8, Боббі Чарлтон та Карл-Гайнц Румменігге — по 7 разів.
- Олександр Заваров став третім футболістом київського «Динамо», який мінімум двічі фігурував в опитуваннях щотижневика «Франс Футбол». Раніше це вдавалося Євгену Рудакову (двічі) та Олегу Блохіну (4 рази).